# Panda Emporium Café
Panda Emporium Café es un cómic español de temática boys love. El título es obra de Kamapon, nombre artístico de la autora Helena Bermejo.

## Argumento
El cómic sigue a Liam, un traductor con sobrecarga de trabajo que comienza a acudir al Panda Emporium Café, una cafetería donde conocerá al barista Alex, por quien comienza a desarrollar sentimientos complicados.

## Lanzamiento
El título fue anunciado por primera vez en noviembre de 2018 en el XXIV Salón del Manga de Barcelona por la editorial Now Evolution, aunque finalmente no llegó a publicarse.
El 29 de agosto de 2024 la editorial Fandogamia anunció a través de redes sociales que habían adquirido la licencia para publicar el título, confirmando además su fecha de lanzamiento en septiembre de ese mismo año. 